# Marzena
Marzena ist ein polnischer weiblicher Vorname, der wahrscheinlich als Diminutiv von Małgorzata oder Marzanna entstand. Eine nichtpolnische Form des Namens ist Marion.

## Namenstag
Der Namenstag von Marzena ist der 26. April.

## Namensträgerinnen
- Marzena Cieślik (* 1981), Miss Polonia 2006
- Marzena Karpińska (* 1988), Gewichtheberin
- Marzena Okła-Drewnowicz (* 1972), Sejm-Abgeordnete
- Marzena Sienkiewicz (* 1975), Wettermoderatorin